# Falken (1631)
Falken var ett svensk örlogsfartyg som byggdes på Stockholms skeppsgård och sjösattes 1631. Det förliste 1651. Falken var en cirka 35 meter lång pinass. Det byggdes sannolikt av skeppsbyggmästare Hein Jakobsson. 
Hösten 1651 transporterade falken Erik Stenbock till Narva. På tillbakafärden gick Falken på grund utanför Porkala udd i Finska vikens mynning. Fartyget kunde inte räddas och dess kanoner hämtades av ett mindre fartyg.
Vraket efter Falken upptäcktes 1974 men kunde inte identifieras. Länge var det känt som Varmbådan eller Uunihylky. 2025 kunde man säkerställa att det rörde sig om Falken.